# Carbonato rameico

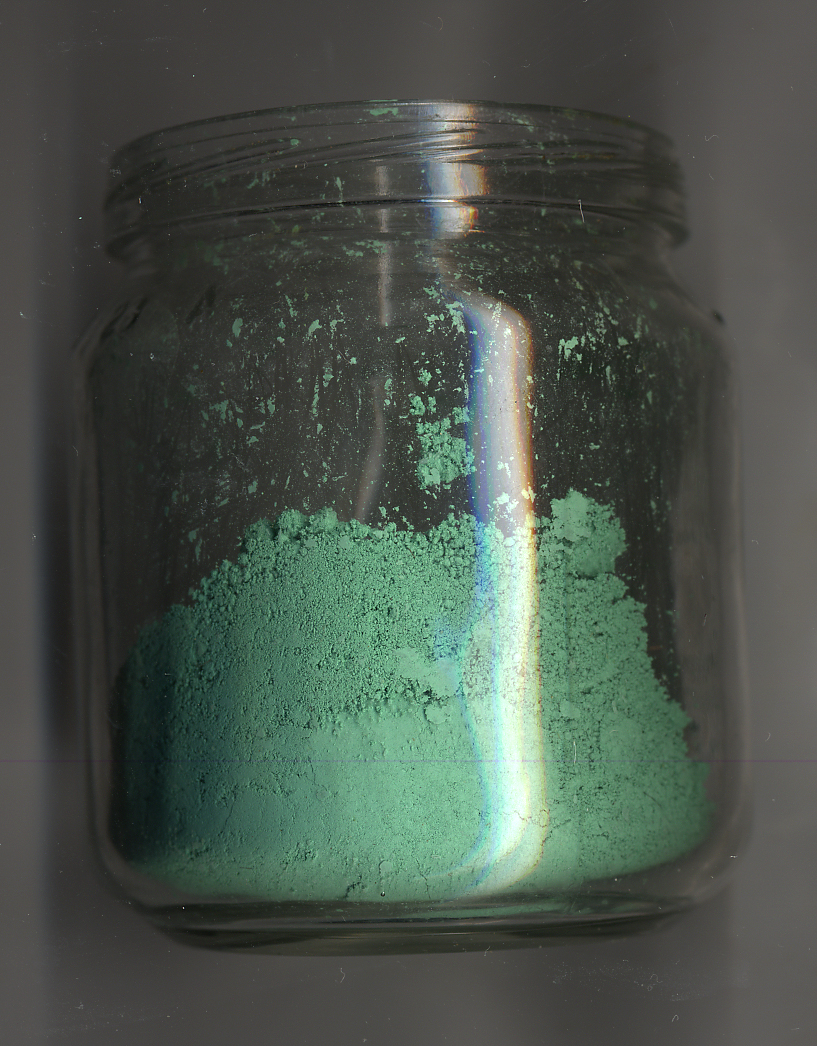
Carbonato di rame (II)

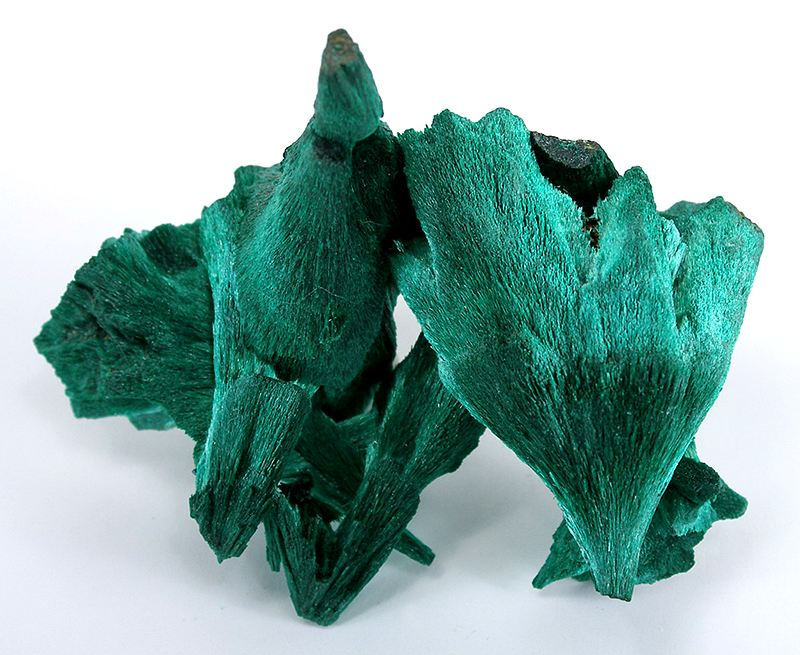
Malachite

Il carbonato rameico è il sale di rame(II) dell'acido carbonico.

## Sintesi
Il carbonato rameico puro non può essere sintetizzato per reazione di scambio: facendo reagire un sale di rame(II) con un carbonato solubile si ottiene un precipitato azzurro costituito da Cu(OH)2 e CuCO3 in rapporto molare 1:1.
2 Cu2+ + 2 CO32- + H2O → CuCO3↓ + Cu(OH)2↓ + CO2↑ 
Questo spiega la fuoriuscita di bolle di anidride carbonica durante la reazione.

I due composti componenti il precipitato possono però essere separati immergendoli in una soluzione di ammoniaca.
CuCO3 (s) · Cu(OH)2 (s) + 4 NH3(aq) → CuCO3 (s) + [Cu(NH3)4]2+(aq) + 2 OH-(aq)
Così facendo si otterrà una soluzione blu intenso di reattivo di Schweizer in cui è sciolto l'idrossido rameico, mentre il carbonato rimane indisciolto sul fondo. Filtrando il tutto e sciacquando il precipitato con altra ammoniaca diluita si otterrà il carbonato rameico puro.

Se si desidera produrre grandi quantità di carbonato rameico in laboratorio, si consiglia di utilizzare un estrattore, per riciclare il solvente (l'ammoniaca) e conservare anche l'idrossido rameico.
Il carbonato basico di rame si può anche ottenere facendo reagire bicarbonato di sodio e solfato di rame, secondo la reazione:
2 CuSO4 + 4 NaHCO3 → Cu2(OH)2CO3 ↓ + 2 Na2SO4 + 3 CO2 + H2O
Oppure con carbonato di sodio e solfato rameico:
2 CuSO4 + 2 Na2CO3 + H2O → Cu2(OH)2CO3 ↓ + 2 Na2SO4 + CO2
Appena sintetizzato presenta un colore azzurro turchese, ma dopo qualche giorno, se esposto all'aria, assume una tipica colorazione verde, a causa dell'anidride carbonica presente nell'atmosfera, infatti, l'idrossido contenuto reagisce con essa e si forma carbonato di rame puro secondo la reazione:
Cu(OH)2 + CO2 = CuCO3 ↓ + H2O 

## Usi
Il carbonato di rame veniva in passato e viene usato ancora oggi come pigmento verde dai pittori e dagli artisti, con il nome di "verde malachite", dal nome del minerale da cui veniva ricavato il colore.